# چشم‌سفید هلیای جاوه‌ای
چشم‌سفید هلیای جاوه‌ای (نام علمی: Lophozosterops javanicus) نام یک گونه از تیره چشم‌سفید است.